# Ruthea herbanica
Ruthea herbanica är en flockblommig växtart som beskrevs av Carl August Bolle. Ruthea herbanica ingår i släktet Ruthea och familjen flockblommiga växter. Inga underarter finns listade i Catalogue of Life.